# Angus Eve
Angus Eve (Carenage, 23 febbraio 1973) è un allenatore di calcio ed ex calciatore trinidadiano, di ruolo centrocampista.

## Palmarès

### Club

#### Competizioni nazionali
- Campionato trinidadiano di calcio: 3

Defence Force: 1995, 1996
Joe Public: 1998
- Trinidad & Tobago FA Cup: 1

Defence Force: 1996

#### Competizioni internazionali
- Campionato per club CFU: 3

Joe Public: 1998, 2000
San Juan Jabloteh: 2003